# نتالي حنظل
نتالي حنظل هي شاعرة وكاتبة مسرحية فرنسية أمريكية من أصل فلسطيني، وُلدت في هايتي لعائلة فلسطينية من بيت لحم، وتنقلت مع عائلتها بين العالم العربي وفرنسا وإنجلترا والولايات المتحدة وأمريكا اللاتينية ومنطقة البحر الكاريبي وآسيا.
حصلت على شهادة الماجستير في الكتابة الإبداعية من كلية بنينجتون في فيرمونت، وحصلت على شهادة الماجستير في اللغة الإنجليزية والدراما في كلية الملكة ماري بجامعة لندن، بدأت كتابة وترجمة الأدب العالمي في التسعينيات،   وقد زارت بيت لحم للمرة الأولى عندما كانت مراهقة، تقيم حاليًا في مدينة نيويورك وباريس،   وتدرس في جامعة كولومبيا.   وجامعة كولومبيا في نيويورك.
في العام 2016، اُختيرت أشعارها للنشر في لائحات مترو وحافلات مدينة نيويورك من ضمن مشروع «الشعر المتحرك».

## المهنة الأدبية

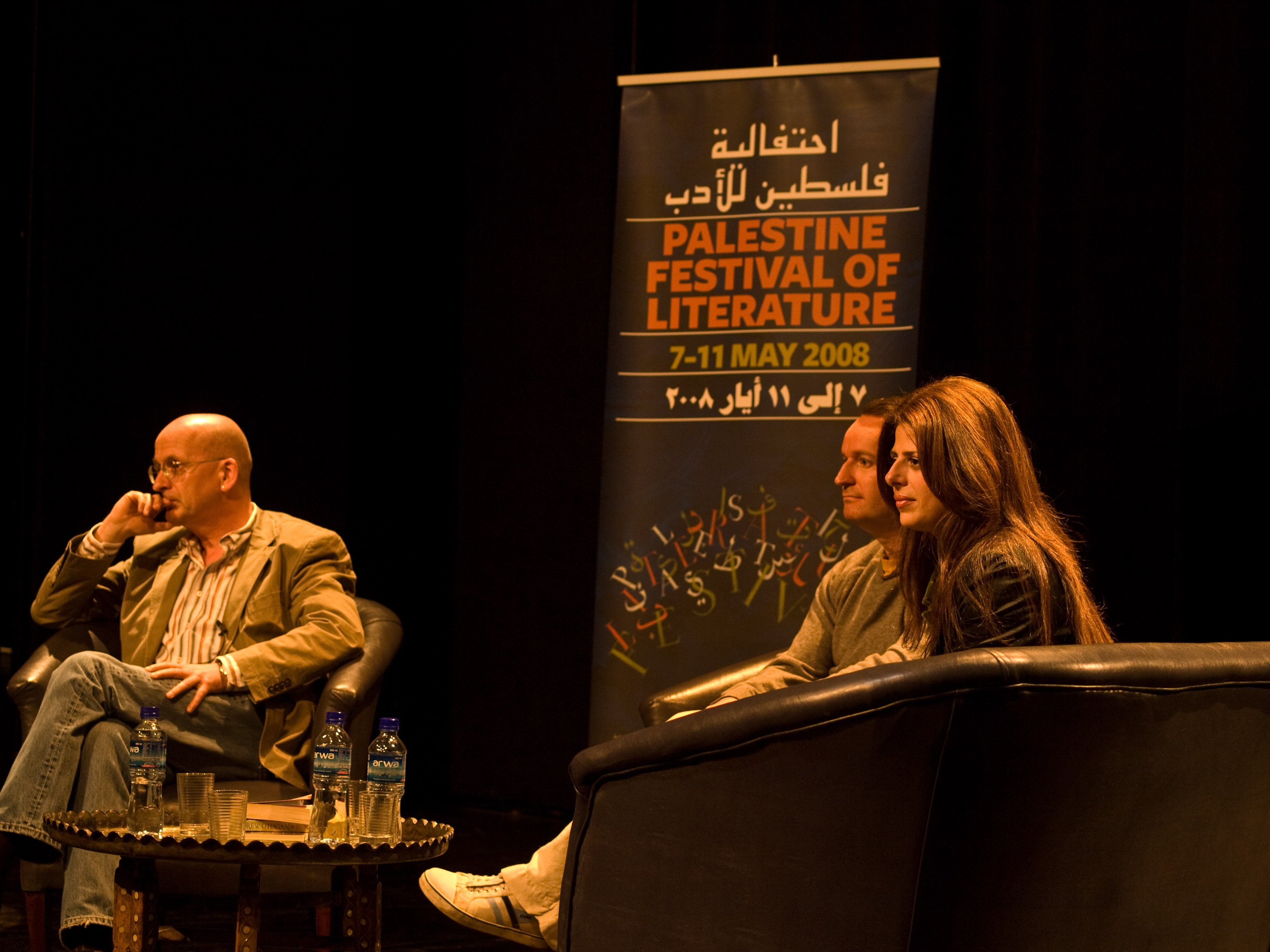
نتالي مع رودي دويل وأندرو في احتفالية فلسطين للأدب 2008 في بيت لحم.

ألفت نتالي وكتبت الشعر والمسرحيات والمقالات كما حررت مجموعتين من المختارات، وشاركت في كتابة وإخراج وإنتاج العديد من الأعمال المسرحية والسينمائية، تُرجمت أعمالها إلى أكثر من خمسة عشر لغة، وهي زميلة مؤسسة لانان، وزميلة «بن انترناشيونال كرواتيا»، وزميلة «سنترو أندالوز دي لاس ليتراس»، وزميلة «فوندازيوني دي فينيتسيا»، وحصلت على «وسام أليخو زولواجا في الأدب» في 2011، وحصلت على المركز الثاني في جائزة هدية الحرية لعام 2009، ورُشحت لجائزة «كتاب نيو لندن» و«جوائز كتاب إنجلترا» من مجلس الفنون.
ظهرت أعمالها في مختارات ومجلات مثل فانيتي فير، ونيويورك تايمز، والجارديان، وآيرش تايمز، والأدب العالمي اليوم، ومجلة فيرجينيا كوارترلي ريفيو، وبويتري نيوزيلاندا، ومجلة غيرنيكا، وذا نيشن.
رُشح كتابها "(بالإنجليزية: The Lives of Rain) - حياة المطر" لجائزة أغنيس لينش ستارريت للشعر،  وحصلت على جائزة مينادا الأدبية، وفاز عملها "(بالإنجليزية: Love and Strange Horses) - حب وخيل غريبة" بالميدالية الذهبية لجائزة كتاب الناشر المستقل لعام 2011 (جائزة IPPY)، وتُعتبر مجموعتها "(بالإنجليزية: The Republics) - الجمهوريات" من أكثر الكتب إبداعًا لأكثر الكتاب تنوعًا اليوم، وحصلت على «جائزة فرجينيا فولكنر للتميز في الكتابة» و«جائزة الكتاب العربي الأمريكي».
حررت نتالي "(بالإنجليزية: The Poetry of Arab Women) - مختارات شعر المرأة العربية" حيث قدمت فيها الشاعرات العربيات للجمهور الغربي الواسع، وكانت من أكثر الكتب مبيعًا في "أكاديمية الشعراء الأمريكيين"، وأعتبرتها الغارديان كواحدة من أفضل 10 كتب نسوية"، وفازت بجائزة جوزفين مايلز الأدبية لنادي القلم الدولي في أوكلاند، وحررت مع تينا تشانغ ورافي شانكار "(بالإنجليزية: Language for a New Century: Contemporary Poetry from the Middle East, Asia & Beyond) - لغة لقرن جديد: شعر معاصر من الشرق الأوسط وآسيا وما وراءها"، وكانت كاتبة زائرة ومحاضرة في جامعة السوربون في باريس، وجامعة كا فوسكاري في البندقية، وجون كابوت في روما، والجامعة الأمريكية في بيروت، وجامعة نيويورك، وكانت "أستاذة ضيف بيكادور" في جامعة لايبزيغ الألمانية،  تعمل نتالي حاليًا أستاذة في جامعة كولومبيا، وكاتبة زائرة في الجامعة الأمريكية في روما.
تكتب مراجعات لمجلة بوبولا،  وللمجلة الإلكترونية "(بالإنجليزية: Words Without Borders) - كلمات بلا حدود".

## منشورات

### شعر
- «التّلحمية»، الأردن، 2017.
- «(بالإنجليزية: The Neverfield Poem) - قصيدة نيفرفيلد»، 1999.[20]
- «(بالإنجليزية: The Lives of Rain) - حياة المطر»، 2005.[20][21]
  - «(بالإيطالية: Le vite della pioggia)»، إياكوبيلي إيديتور، روما، إيطاليا، 2018.[22]
- «(بالإنجليزية: Love and Strange Horses) - حب وخيول غريبة»، مطبعة جامعة بيتسبرغ، 2010.[23]
- «(بالإنجليزية: Poet in Andalucía) - شاعر في الأندلس»، مطبعة جامعة بيتسبرغ، 2012.[24]
  - «(بالإسبانية: Poeta en Andalucía)»، فيسور، إسبانيا، 2013.
  - «(بالكرواتية: Pjesnik u Andaluziji)»، دروجا بريكا، زغرب، 2017.
- «(بالإنجليزية: The Invisible Star/La estrella invisible) - النجم الخفي»، فالبارايسو إيديسيون، 2014.[25]
  - «(بالإسبانية: La estrella invisible)»، طبعات فالبارايسو، 2014.[26]
- «(بالإنجليزية: The Republics) - الجمهوريات»، مطبعة جامعة بيتسبرغ، 2015.[27]
- «(بالإنجليزية: Life in a Country Album) - الحياة في ألبوم ريفي»، مطبعة جامعة بيتسبرغ، 2019.[28]
  - (بالإنجليزية: Life in A Country Album - UK)"، فليبد آي، المملكة المتحدة، 2020.
- «(بالإسبانية: Las horas suspendidas: poemas escogidos) - الساعات المعلقة: قصائد مختارة»، فالبارايسو إديسيونيس، 2012.[29]
- «(بالإيطالية: Riflessi, Artist Book, Illustrazioni di Lucio Schiavo) - كتاب الفنان ريفليسي»، داموكلي إديزيوني، البندقية، 2016.
- «(بالإيطالية: Canto Mediterraneo) - الغناء المتوسطي»، رونزاني إيدتور، إيطاليا، 2018.[30]
- «(بالإنجليزية: Selected Poems: 2005-2019) - قصائد مختارة: 2005-2019»، رايا للنشر، حيفا، 2020.

### مختارات
- «(بالإنجليزية: The Poetry of Arab Women) - مختارات شعر المرأة العربية»، 2001. [20]
- «(بالإنجليزية: Language for a New Century: Contemporary Poetry from the Middle East, Asia & Beyond) - لغة لقرن جديد: شعر معاصر من الشرق الأوسط وآسيا وما وراءها»، دبليو دبليو نورتون، 2008، تحرير حنظل وتينا تشانغ ورافي شانكار. [20]

### مسرحيات
- «(بالإنجليزية: Between Our Lips) - بين شفاهنا».[31]
- «(بالإيطالية: La Cosa Dei Sogni) - لا كوزا دي سوجني».[31]
- «(بالإنجليزية: The Stonecutters) - الحجارة».[31]
- «(بالإنجليزية: The Details of Silence) - تفاصيل الصمت».[14]
- «(بالإنجليزية: The Oklahoma Quartet) - الرباعية في أوكلاهوما».[32]
- «(بالإنجليزية: Hakawatiyeh) - الحكواتية».
- «(بالإنجليزية: Men in Verse) - الرجال في الآية».[33][34][35]

### نثر
- «(بالإنجليزية: The Night and Nightingale) - الليلة والعندليب»، مجلة جيرنيكا، مارس 2017.[36]
- «(بالإنجليزية: My East in Venice) - شرقي في البندقية»، مجلة جيرنيكا، أبريل 2017.[37]
- «(بالإنجليزية: After Kaddish) - بعد كاديش»، مجلة جيرنيكا، أيلول 2018.[38]